# Linköpings FC
Linköpings FC – szwedzki klub piłki nożnej kobiet, mający siedzibę w mieście Linköping na południu kraju. Jest sekcją piłki nożnej kobiet w klubie Linköpings HC.

## Historia
Chronologia nazw:
- 04.11.2003: Linköpings FC

## Stadion
Klub rozgrywa swoje mecze domowe na stadionie Linköping Arena w Linköpingu, który może pomieścić 8500 widzów.

## Sukcesy

### Trofea międzynarodowe
- Liga Mistrzyń UEFA:
  - ćwierćfinalista (1): 2014/15

### Trofea krajowe
- Damallsvenskan (I poziom):
  - mistrz (1): 2009
  - wicemistrz (1): 2008
  - 3.miejsce (4): 2006, 2010, 2012, 2013

- Puchar Szwecji:
  - zdobywca (5): 2006, 2008, 2009, 2013/14, 2014/15
  - finalista (1): 2015/16

- Superpuchar Szwecji:
  - zdobywca (2): 2009, 2010
  - finalista (2): 2007, 2015